# 乔治娅·西默尔林

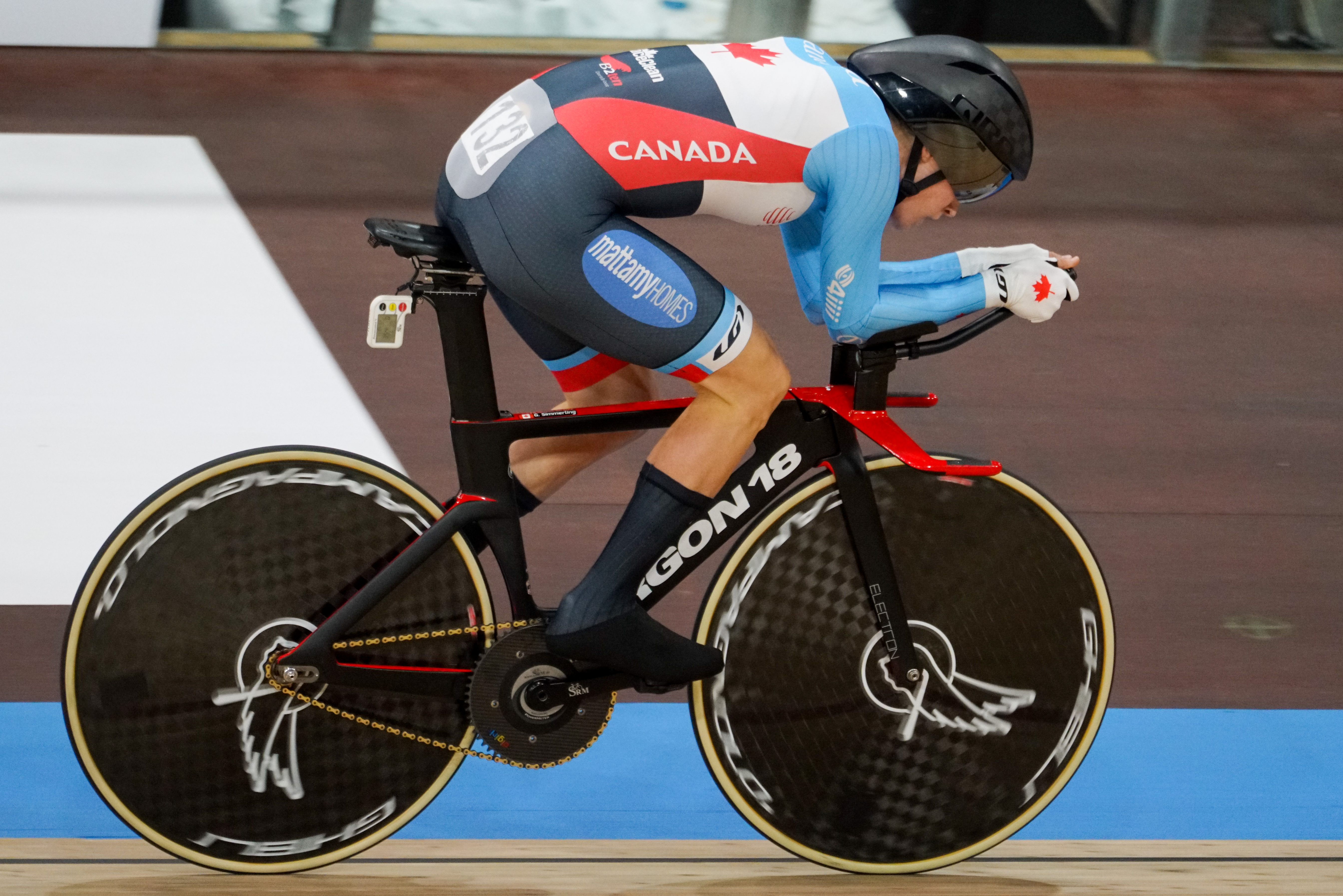
乔治娅·西默尔林（攝於2020年2月）

乔治娅·西默尔林（英語：Georgia Simmerling，1989年3月11日—）是一名加拿大公路和场地自行车运动员，2019年开始效力于Sho-Air TWENTY20。西默尔林曾在2010年冬奥参加高山滑雪项目，2014年冬奥参加自由式滑雪项目，2016年夏奥参加自行车项目，是第一位在三届不同的奥运会参加三种不同运动的加拿大人。